# Castle Rock, Edinburg
Castle Rock (škotskogelsko Creag a' Chaisteil, škotskogelska izgovorjava: [ˈkʰʲɾʲekˈaˈxaʃtʰʲɪl]) je vulkanski čep sredi Edinburga, na katerem stoji Edinburški grad. Ocenjuje se, da je kamnina nastala pred približno 350 milijoni let v zgodnjem karbonskem obdobju. Gre za ostanke vulkanske cevi, ki je prerezala okoliško sedimentno kamnino, preden se je ohladila in oblikovala zelo trd diabaz, grobozrnati ekvivalent bazalta. Poznejši ledeniški eroziji se je bolj upiral diabaz, ki je zaščitil mehkejšo kamnino na vzhodu in pustil skalo in rep.
Vrh grajske skale je 130 m nad morsko gladino, s skalnatimi pečinami na jugu, zahodu in severu, ki se dvigajo do 80 m od okoliške pokrajine. To pomeni, da je edina lažje dostopna pot do gradu proti vzhodu, kjer se greben bolj položno spušča. Obrambna prednost takega mesta je očitna, vendar geologija kamnine predstavlja tudi težave, saj je bazalt izjemno slab vodonosnik. Zagotavljanje vode v zgornjem oddelku gradu je bilo problematično in kljub potopu 28 m globokega vodnjaka je zaloga vode pogosto zmanjkala med sušo ali obleganjem, na primer med obleganjem Langa leta 1573.